# 華人十大傑出專案經理人獎
華人十大傑出專案經理人獎（英語譯名：Ten Outstanding Project Managers，簡寫為TOPM），又稱「十專獎」。是表揚華人專案經理人的專案管理獎項。旨在表揚傑出專案經理人，提供專案經理人標竿學習典範，讓社會大眾更能瞭解專案管理已成為企業或組織管理的主流趨勢及重視專案經理人的重要性。同時與標竿企業獎合稱為「專案管理奧斯卡獎」。2010年由社團法人台灣國際專案管理師協會舉辦，2016年起與專案管理國際專案管理學會的標竿企業獎合辦，2020年PMI 台灣分會與ITPM共同協議，將十大傑出專案經理人獎正式納入PMI台灣分會的專案管理大獎獎項，PMI台灣分會成為本獎項之唯一主辦單位，從此十專獎又邁向一個新的里程碑，2022年為彰顯敏捷在專案的影響力，因此項納入敏捷並將獎項名稱調整為「傑出專案領袖獎」(Outstanding Project Leader; OPL)。

依參選人所屬單位之屬性與規模，傑出專案領袖獎分為四個組別：
- 大型企業
- 中小企業
- 政府/法人
- 敏捷領袖

## 參選資格
- 投獎單位區分為以下三組：
  - 大型企業：員工200人以上
  - 中小企業：資本額在新臺幣八千萬元以下或在工人數200(含)以下
  - 政府及法人：政府機關、法人機構、學術機構。[8]

## 評選標準
- 採用OPM專案管理成熟度模式評核專案經理人各大專案管理面向[9]
  - 專案管理成熟度OPM（英语：OPM3）評核方式由國際專案管理學會所發展。
  - 十專獎的評核系統為「OPM成熟度評核模式與雲端系統」，由中華專案管理學會理事長許秀影博士所開發
- 投獎人繳交投獎資料後，經評審委員會書面審查
- 再經評審委員會面對面口試合格
- 最後篩選出十位最佳專案經理

## 獎項
- 十位年度最佳華人專案經理
- 優選 二到三位[10]

## 頒獎典禮
- 初期由社團法人台灣國際專案管理師協會自行舉辦
- 2016年起與國際專案管理學會台灣分會合辦，於年度大型論壇 PTIC 頒獎[11]

## 獎項委員會成員
- 周龍鴻
  - 2017-2020 獎項委員會 主委
- 林家瑋
  - 2025-2026 獎項辦公室 執行長
  - 2024 獎項委員會 執行顧問
  - 2021-2023 獎項委員會 主委
  - 2019-2020 獎項委員會 副主委
- 鄭惠如
  - 2025-2026 獎項辦公室 企業獎副執行長
  - 2023-2024 獎項委員會 副主委
- 白弘杰
  - 2025-2026 獎項辦公室 專案小組召集人
  - 2024 獎項委員會 主委

- 張敦程
  - 2025-2026 獎項辦公室 校園獎召集人
- 劉聖達
  - 2025-2026 獎項辦公室 獎項標準小組召集人
- 陳宣予
  - 2025-2026 獎項辦公室 資深專案經理
  - 2022-2024 獎項委員會 委員

- 林志隆
  - 2025-2026 獎項辦公室 秘書長
- 李純櫻
  - 2018-2020 獎項委員會 副主委
- 廖佳意
  - 2022-2024 獎項委員會 副主委
- 蔡勝男
  - 2022-2024 獎項委員會 副主委
- 林燕慧
  - 2022-2024 獎項委員會 副主委

## 評審資格
- 由專案管理團體代表及產官學背景評審所組成[12]
  - 社團法人台灣國際專案管理師協會 理事長為代表
  - 國際專案管理學會台灣分會 理事長為代表
  - 中華專案管理學會 理事長為代表
  - 一位學界大學專案管理教授為代表
  - 一位政府官員為代表
  - 一位產業界高階主管為代表

## 傑出專案領袖獎(十專獎)各屆舉辦年度
- 第一屆：2010年[12]
- 第二屆：2011年[13]
- 第三屆：2014年[14]
- 第四屆：2016年
- 第五屆：2017年[15][16]
- 第六屆：2018年[17]
- 第七屆：2019年[17]
- 第八屆：2020年[18][19][20][21]
- 第九屆：2021年[22]
- 第十屆：2022年[23][24]
- 第十一屆：2023年[25]
- 第十二屆：2024年[26]

## 傑出專案領袖獎(十專獎)各屆得獎人(依姓名排序)
第一屆 2010年：
- 專案經理獎：王文正、王獻堂、何繼昌、吳景鑫、李光賢、李純櫻、沈堅明、張光耀、陳競初、黎振宜

第二屆 2011年：
- 專案經理獎：李珠串[27]、林立千、林榮賜[28]、洪進福[29]、張凡、莊子壽、陳重仁、蔡明堂、薛勝文[30]、謝彩鳳
- 年度佳作：夏冠群、曹重明

第三屆 2014年：
- 專案經理獎：朱國權、江彥墅、李和謙、李銘賢、林昭陽[31][32]、邱鏡淳、黃露鋒、鄒妤玲、鄭枸澺[33][34]、羅法聖
- 年度佳作：朱艷芳、吳滄榮、沈盛達、林羣哲、陳榮陣

第四屆 2016年：
- 專案經理獎：于玲燕、王文福、王瑞德、邱顯輝、孫如濱、張志新、張志煒、彭子斌、黃婷鈺、簡碩賢
- 優選：邵屏華、柯勇全、陳孟敏、陳建宏、陳鴻裕

第五屆 2017年：
- 專案經理獎：李友平、林士智、林羣哲、柯勇全、曹登堯、陳建宏、彭商慧、鄧學謙、賴彥豪、謝兆麟
- 優選：朱慧德、廖惠貞

第六屆 2018年：
- 專案經理獎：林佩瑛、林松雄[35]、許堯能、陳戊鋐、陳美鳳、葉錦璋、蔡秋錫
- 優選：周爾思、梁博傑、黃曲欣

第七屆 2019年：
- 專案經理獎：呂炯明[36]、李得元[37]、林慶和[38]、侯里智、莊信慧、郭慶輝、陳協良、黃俊銘、黃遠鵬、蔡昆男

第八屆 2020年：
- 專案經理獎：尹孝元、江明珊、李金美、姚汝彤、陳正仁
- 優選：方君君、馬維銘、曾丞頤、廖若吟、顏紹雍

第九屆 2021年：
- 專案經理獎：林鎂尹、黃俊雯、黃靜儀、王鑫基、李韋霆
- 優選：馬維銘[39][40]、蕭以珮

第十屆 2022年：
- 傑出專案領袖獎：馬維銘[41]、鄭惠如[42][43]、史瓊雯、林志隆[44]、穆青雲[45][46]、莊皓雲[47]、陳美心[48]、黃證翰[49]
- 優選：紀麗君[50]

第十一屆 2023年：
- 傑出專案領袖獎：李宸毅[53]、沈岑駿[54]、趙汝康[55][56]、張集琮[57]、方啟峰
- 優選：張志清、黃一展[58]、紀麗君、葉美伶[59]

第十二屆：2024年：
- 優選：高莉昕、蕭以珮[60]